# Pembinaan Kesejahteraan Keluarga
Ne doit pas être confondu avec le  Parti des travailleurs du Kurdistan, lui aussi désigné sous le sigle PKK.
Pemberdayaan Kesejahteraan Keluarga (PKK, en français : « Autonomisation du bien-être familial ») est une organisation communautaire indonésienne qui vise à autonomiser les femmes pour participer au développement de l'Indonésie. Il est connu pour ses « 10 programmes principaux ».

## Histoire
Des équipes mettant en œuvre les prérogatives du PKK (à l'époque, pour pendidikan kesejahteraan keluarga, pendidikan faisant référence à l'éducation et non au développement) ont été placées à différents niveaux dans l'administration de la société. Les bureaux du PKK sont composés de volontaires, parmi lesquels on trouve des membres des communautés locales, les épouses des fonctionnaires d'état, les épouses des chefs locaux, au niveau des villages et des quartiers. Les activités entreprises sont intégrées dans le budget local.
Le 27 décembre 1972, le Pendidikan Kesejahteraan Keluarga (éducation au bien-être de la famille) change de nom pour Pembinaan Kesejahteraan Keluarga (autonomisation du bien-être familial) à la suite de la décision no  Sus 3/6/12 émise par le ministère de l'Intérieur, envoyée à tous les gouverneurs d'Indonésie. Le PKK accompagne la mise en œuvre du programme gouvernemental. 